# The Holy Land (album)
The Holy Land je konceptualni album Johnnyja Casha, objavljen 1969. u izdanju Columbia Recordsa. Cash je snimio album inspiriran posjetom Izraelu sa svojom suprugom, June Carter Cash. Tema većine pjesama je religija, uz nekoliko gospel brojeva. Sve osim tri pjesme je napisao Cash, iako je jedini singl, "Daddy Sang Bass", koji je zauzeo vrh country ljestvice i zadržao se tamo šest tjedana, napisao Carl Perkins.
Na omotu se nalazi slika s Cashom koji stoji ispred džamije. Neke verzije albuma imale su 3-D sliku na omotu.

## Popis pjesama
1. "Prologue" – 0:54
2. "Land of Israel" – 2:50
3. "Mother's Love" – 1:32
4. "This is Nazareth" – 0:43
5. "Nazarene" – 2:03
6. "Town of Cana" – 1:36
7. "He Turned Water Into Wine" – 2:47
8. "My Wife June at the Sea of Galilee" – 1:32
9. "Beautiful Words" – 1:52
10. "Our Guide Jacob at Mount Tabor" – 1:54
11. "The Ten Commandments" (Lew DeWitt) – 3:59
12. "Daddy Sang Bass" (Carl Perkins) – 2:19
13. "At the Wailing Wall" – 0:46
14. "Come to the Wailing Wall" – 2:49
15. "In Bethlehem" – 1:46
16. "In Garden of Gethsemane" – 1:57
17. "The Fourth Man" (Arthur "Guitar Boogie" Smith) – 2:08
18. "On the Via Dolorosa" – 3:53
19. "Church of the Holy Sepulchre" – 1:07
20. "At Calvary" – 2:33
21. "God is Not Dead" – 2:43

## Izvođači
- Johnny Cash - vokali
- The Carter Family, The Statler Brothers - prateći vokali
- Luther Perkins - gitara
- Marshall Grant - baa
- W.S. Holland - bubnjevi
- Carl Perkins - električna gitara

## Ljestvice
Album - Billboard (Sjeverna Amerika)
| Godina | Ljestvica      | Pozicija |
| ------ | -------------- | -------- |
| 1969.  | Country albumi | 6        |
| 1969.  | Pop albumi     | 54       |

Singlovi - Billboard (Sjeverna Amerika)
| Godina | Singl             | Ljestvica        | Pozicija |
| ------ | ----------------- | ---------------- | -------- |
| 1968.  | "Daddy Sang Bass" | Country singlovi | 1        |

## Vanjske poveznice
- Podaci o albumu i tekstovi pjesama